# Họ Cá nóc hòm
Họ Cá bò hòm hay Họ Cá nóc hòm (Danh pháp khoa học: Ostraciidae) là một họ cá trong bộ Cá nóc (Tetraodontiformes).

## Đặc điểm
Các thành viên của họ này có màu sắc khá đa dạng, và đáng chú ý vì các kiểu hình lục giác hay "lỗ tổ ong" trên da của chúng. Chúng bơi theo kiểu như chèo thuyền. Các vảy giống như các tấm hình lục giác hợp lại cùng nhau thành một tấm giáp chắc chắn, giống hình tam giác hay hình hộp, từ đó các vây, đuôi, mắt và miệng thò ra. Do có các vảy giáp nặng nề nên cá nóc hộp họ Ostraciidae chỉ bơi lội chậm chạp, nhưng rất ít các loài cá khác có thể ăn thịt chúng. Các loài trong chi Lactophrys còn tiết ra các chất độc từ da vào vùng nước xung quanh để bảo vệ chúng khỏi những kẻ săn mồi. Mặc dù cá trưởng thành nói chung trông khá vuông vức nhưng cá non thì thuôn tròn hơn và nói chung có màu sáng hơn.

## Phạm vi phân bố
Ostraciidae sinh sống trong Đại Tây Dương, Ấn Độ Dương và Thái Bình Dương, nói chung ở các vĩ độ trung bình, mặc dù loài Lactophrys trigonus sinh sống chủ yếu ở vùng biển ven Florida cũng có thể được tìm thấy xa hơn về phía bắc tới Cape Cod. Loài Acanthostracion quadricornis có thể dài tới 55 xentimét (22 in), nhưng nói chung có kích thước nhỏ hơn khi ở các vĩ độ cao.

## Phòng vệ bằng chất độc
Các loài trong họ này có khả năng tiết ra các chất hoạt tính bề mặt dạng cation qua da của chúng, có vai trò như là cơ chế phòng ngự hóa học của chúng, ví dụ như pahutoxin, một chất độc hóa học kết tinh, hòa tan trong nước, chứa trong chất nhầy tiết ra từ da của Ostracion lentiginosus và các thành viên khác của họ này khi chúng bị stress. Pahutoxin là một cholin chloride este của axit 3-acetoxypalmitic có tác dụng tương tự như các saponin steroid tìm thấy trong động vật da gai (Echinodermata). Khi chất nhầy chứa độc này giải phóng ra từ cá, nó nhanh chóng hòa tan trong nước và có tác động tiêu cực lên bất kỳ con cá nào có ở gần đó. Chất độc này tương tự như một số loại chất tẩy rửa ở chỗ nếu người ta cho các chất tẩy rửa này vào nước biển như là các chất gây ô nhiễm thì chúng có tiềm năng can thiệp vào các quá trình qua trung gian là các thụ quan ở các loài động vật biển.

## Phân loại

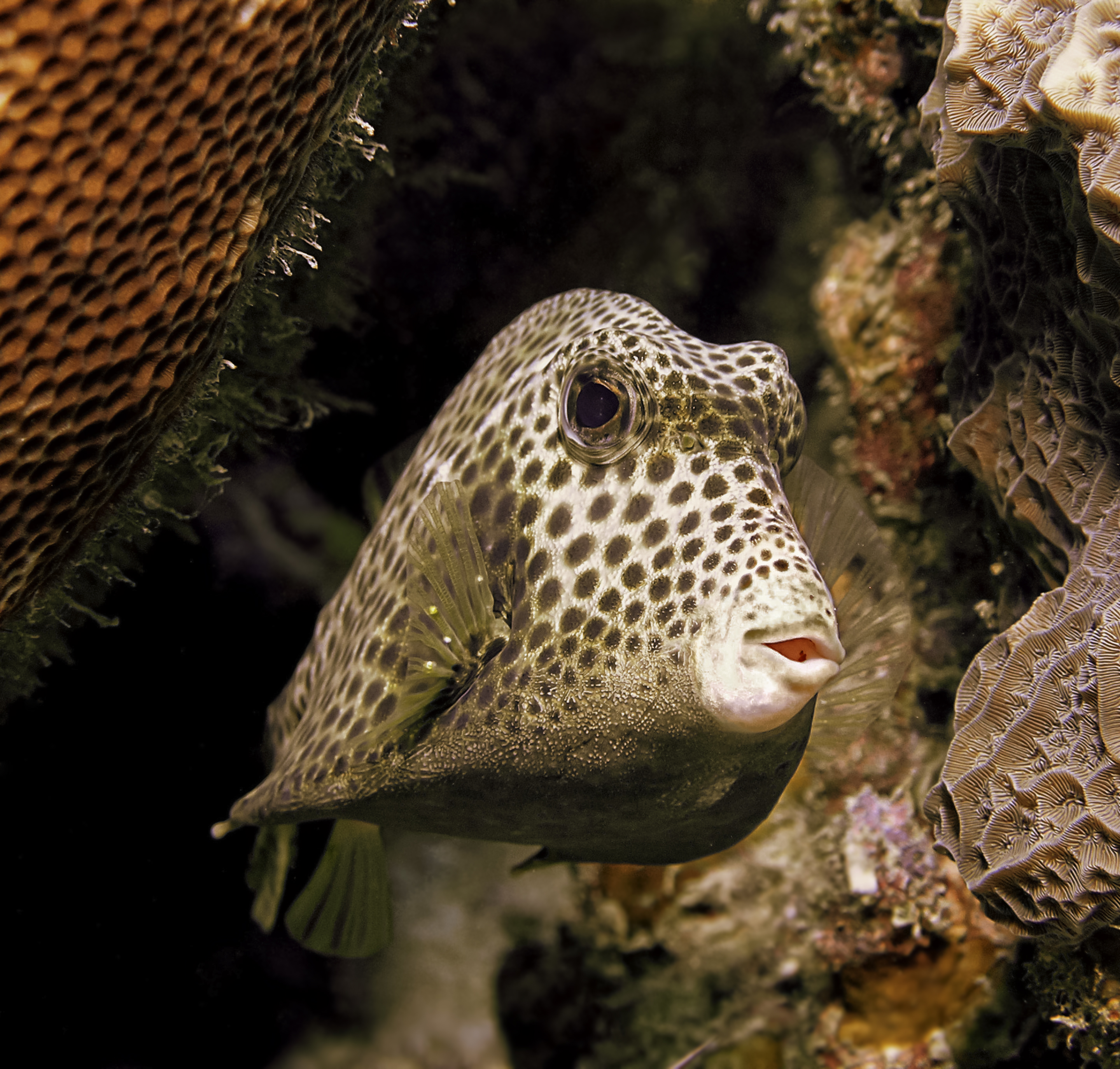
Lactophrys bicaudalis

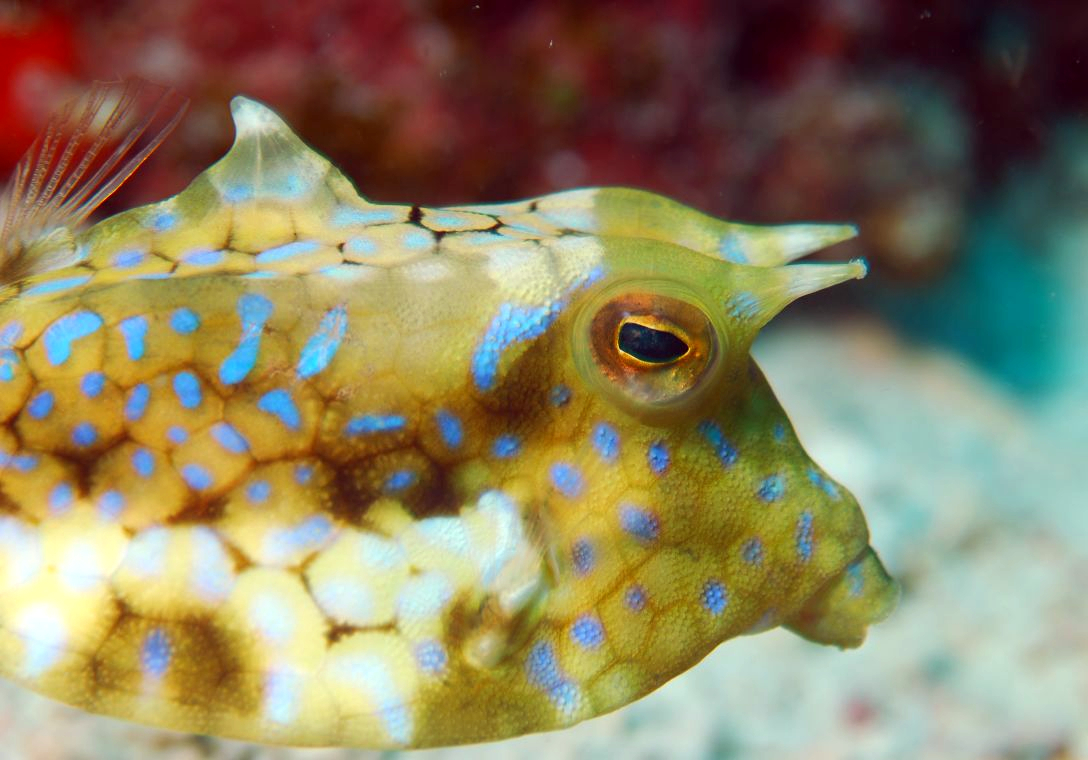
Lactoria fornasini

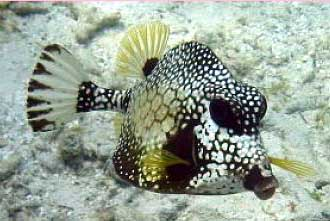
Lactophrys triqueter

Các hệ thống phân loại khác nhau công nhận khoảng 22-25 loài còn sinh tồn trong 6-8 chi.
- Acanthostracion: 4 loài.
- Lactophrys (gồm cả Rhinesomus hoặc tách riêng): 3 loài
- Lactoria: 3-4 loài, tùy tác giả.
- Ostracion (gồm cả Rhynchostracion hoặc tách riêng): 9 loài.
- Paracanthostracion: 0-1 loài (Paracanthostracion lindsayi), tùy tác giả.
- Tetrosomus: 3-4 loài, tùy tác giả.

## Hóa thạch
- Chi Eolactoria
  - Eolactoria sorbinii Tyler 1976 (tầng Lutetia ở Monte Bolca, Eocen Italia)
- Chi Oligolactoria
  - Oligolactoria bubiki Tyler 1980 (tầng Rupel ở Moravia, Oligocen Cộng hòa Séc)

## Tại Việt Nam
Tại vùng biển Việt Nam hiện đã biết 10 loài thuộc họ này, bao gồm:
- Lactoria cornuta: Cá nóc hòm sừng đuôi dài, cá nóc sừng đuôi dài, cá bò hòm.
- Lactoria diaphana: Cá nóc sừng tròn bụng
- Lactoria fornasini: Cá nóc sừng gai lưng
- Ostracion cubicus: Cá nóc hộp, cá nóc hòm tròn lưng.
- Ostracion immaculatus: Cá nóc hòm vuông.
- Ostracion meleagris: Cá nóc hòm đốm trắng, cá nóc hòm chấm trắng.
- Ostracion rhinorhynchos: Cá nóc hòm trán dô, cá nóc hòm dô trán.
- Rhynchostracion nasus: Cá nóc vuông, cá nóc hòm mũi nhỏ.
- Tetrosomus concatenatus: Cá nóc lưng gù.
- Tetrosomus gibbosus: Cá nóc chóp.